# Ignacio Padilla
Ignacio Padilla (Mèxic, 7 de novembre de 1968 - 20 d'agost de 2016) fou un escriptor mexicà. La seva obra narrativa i assagística ha estat traduïda a més de quinze idiomes i li ha valgut una dotzena de premis nacionals i internacionals, entre ells el Premio Primavera Novela 2000, per Amphitryon, i el Premio Mazatlán de Literatura 2006, per la seva novel·la La Gruta del Toscano. L'any 2001 va publicar el volum de contes Las antípodas y el siglo, amb el qual obria la tetralogia Micropedia. Ha estat guardonat amb el Premio Nacional de Dramatúrgia 2008 atorgat pel Govern de l'Estat de Baixa California; amb el Premi de Artes Plásticas Luis Cardoza y Aragón 2008 atorgat pel Govern de l'Estat de Nuevo León; amb el Premio Nacional de Obra de Teatro para Niños 2008
que atorga el Govern de l'Estat de Coahuila; i amb el Premio Internacional Juan Rulfo de Cuento, per la seva obra Los anacrónicos. La revista francesa Lire el col·loca entre els cinquanta narradors més importants per al segle XXI. Páginas de Espuma ha publicat el seu llibre de contes El androide y las quimeras (2008) i La vida íntima de los encendedores (2010), Premio Málaga de Ensayo.
Morí en un accident automobilístic a l'estat de Querétaro el dissabte 20 d'agost de 2016 a les dues de la matinada. Tenia 48 anys.